# Mala Turea, Dolîna
Mala Turea (în ucraineană Мала Тур`я) este o comună în raionul Dolîna, regiunea Ivano-Frankivsk, Ucraina, formată numai din satul de reședință.

## Demografie
Componența lingvistică a comunei Mala Turea
     Ucraineană (98,57%)
     Rusă (1,13%)
     Alte limbi (0,18%)
Conform recensământului din 2001, majoritatea populației comunei Mala Turea era vorbitoare de ucraineană (98,57%), existând în minoritate și vorbitori de rusă (1,13%).